# Rimanishta
Rimanishta (albanisch auch Rimanishtë bzw. auch Rimanisht/-i; serbisch Риманиште Rimanište) ist ein Dorf im Kosovo, das zur Gemeinde Pristina gehört.
Es liegt nordöstlich der kosovarischen Hauptstadt Pristina in den Bergen, die ins Hochland Gollak übergehen.
Die Volkszählung in der Republik Kosovo aus dem Jahr 2011 ergab für Rimanishta eine Einwohnerzahl von 595, darunter 591 (99 %) Albaner.
| Jahr | Einwohner |
| ---- | --------- |
| 1948 | 391       |
| 1953 | 427       |
| 1961 | 537       |
| 1971 | 593       |
| 1981 | 680       |
| 1991 | 668       |
| 2011 | 595       |